# Trachyarus
Trachyarus is een geslacht van insecten uit de orde vliesvleugeligen (Hymenoptera) en de familie Ichneumonidae.

## Soorten
- T. anceps (Berthoumieu, 1906)
- T. bacillatus Gokhman, 2007
- T. borealis Zwakhals, 2009
- T. brachypterator Diller, 1988
- T. brevipennis Roman, 1918
- T. corvinus Thomson, 1891
- T. decipiens Gokhman, 2007
- T. edilleri Gokhman, 2007
- T. fuscipes (Thomson, 1891)
- T. hemichneumonoides Gokhman, 2007
- T. khrulevae Gokhman, 2007
- T. parvipennis Gokhman, 2007
- T. prominulus Diller, 1989
- T. punctigaster Gokhman, 2007
- T. solyanikovi Gokhman, 2007
- T. subtilipiceus Gokhman, 2007